# Анніка Фрідгейм Петерсен
Анніка Фрідгейм Петерсен (фар. Annika Fríðheim Petersen; нар. 1 червня 1999) — фарерська гандболістка, яка грає за Nykøbing Falster Håndboldklub у Данській жіночій гандбольній лізі та жіночій національній збірній Фарерських островів.
Дебютувала у старшій команді Nykøbing Falster Håndboldklub 13 лютого 2022 року, оголошено про підписання із клубом 3-річного контракту.
Дебютувала в національній збірній Фарерських островів 2 жовтня 2019 року в матчі проти Румунії та виступала за команду під час кваліфікаційного циклу чемпіонату Європи з гандболу серед жінок 2022 року.